# Hassan Mohamed
Hassan Mohamed (en árabe: حسن محمد حسين‎; Dubái, Emiratos Árabes Unidos; 23 de agosto de 1962) es un exfutbolista de los Emiratos Árabes Unidos que jugaba en la posición de centrocampista.

## Carrera

### Club
Jugó toda su carrera con el Al-Wasl FC de 1984 a 1994, con el que fue campeón nacional en tres ocasiones y ganó dos copas nacionales.

### Selección nacional
Jugó para Emiratos Árabes Unidos en 18 ocasiones entre 1985 y 1990 anotando dos goles, participó en la Copa Mundial de Fútbol de 1990 y en la Copa Asiática 1988.

## Logros
- UAE Pro League: 3

1984–85, 1987–88, 1991–92
- Copa Presidente de Emiratos Árabes Unidos: 1

1987
- Copa Federación: 1

1992-93